# 最高統帥部 (俄羅斯帝國與蘇聯)
最高統帥部（俄语：Ставка）是俄罗斯帝国和苏联武装力量的最高指挥部。俄罗斯帝国后期以前，最高統帥部指的是参谋部，俄罗斯帝国后期及苏联时期，最高統帥部指总部。